# متحف فيرجينيا للفنون الجميلة
متحف فيرجينيا للفنون الجميلة هو متحف فني يقع في ريتشموند،فرجينيا،الولايات المتحدة،تم افتتاح المتحف في عام 1936.